# Eugen Imbs

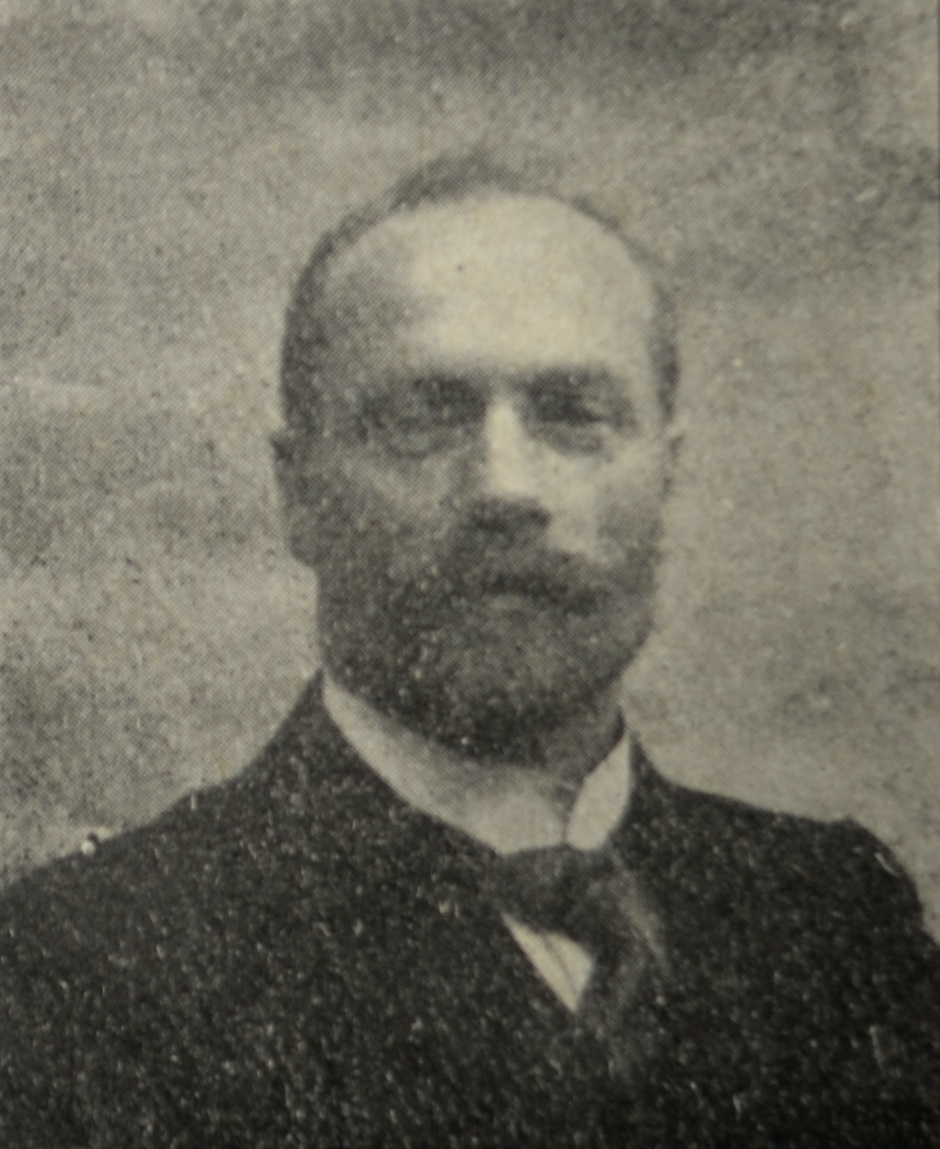
Eugen Imbs, 1911

Eugen Imbs (* 10. August 1878 in Straßburg; † 1. November 1955 ebenda) war ein deutscher Politiker (SPD Elsaß-Lothringen).

## Leben und Wirken
Eugen Imbs besuchte die Volksschule und das bischöfliches Gymnasium in Straßburg. Er machte eine Lehre als Zimmermann und war bis 1907 Zimmerergeselle. Von April 1907 bis 1918 war er Agitationsbeamter der Generalkommission für Elsaß-Lothringen mit Sitz in Straßburg und von 1901 bis 1913 Vorsitzender der Filiale des Zimmererverbands in Straßburg.
Eugen Imbs war von 1905 bis 1908 und von 1914 bis 1918 Mitglied des Gemeinderats bzw. Stadtrates in Straßburg.
Bei der ersten (und einzigen) Wahl zur Zweiten Kammer des Landtags des Reichslandes Elsaß-Lothringen trat er im Wahlkreis Straßburg III als Kandidat der SPD an. Im Ersten Wahlgang wurden im Wahlkreis von den 5.559 Stimmberechtigten 4.535 Stimmen abgegeben. Auf Imbs entfielen 1.806, auf den liberalen Kandidaten  Dr. Leoni 1.617, auf den Zentrum-Kandidaten Kiesser 658 und auf Dr. Kappler 376 Stimmen. Im zweiten Wahlgang trat Imbs als einziger Kandidat an und erhielt 3.525 der 2.994 abgegebenen Stimmen. Eugen Imbs gehörte dem Landtag bis 1918 an.
Seit 1907 trat er bei jeder Reichstagswahl erfolglos für die SPD an.
| Wahl                | Wahlkreis                                   |
| ------------------- | ------------------------------------------- |
| Reichstagswahl 1907 | Wahlkreis Elsaß-Lothringen 6 (Schlettstadt) |
| Reichstagswahl 1912 | Wahlkreis Elsaß-Lothringen 6 (Schlettstadt) |

Nachdem das Elsass wieder französisch geworden war, wurde er 1918 Mitglied der sozialistischen Partei SFIO, Sekretär des Gewerkschaftssyndikats in Straßburg und Präsident der Union des syndicats ouvriers du Bas-Rhin. Er war als 1919 bis 1955 als conseiller municipal und 1925 bis 1929 als Adjoint du Maire in Straßburg politisch tätig. Später wurde er Offizier der Ehrenlegion.

## Werke
Kritische Betrachtungen zum Weltkriege 1939. Von Eugène Imbs geschrieben in der Evacuation 1941, Strasbourg s.d. [1947?].